# Nederlandse kampioenschappen schaatsen afstanden 2016 - 1000 meter mannen
De 1000 meter mannen op de Nederlandse kampioenschappen schaatsen afstanden 2016 werd gereden op dinsdag 29 december 2015 in ijsstadion Thialf te Heerenveen. Er namen twintig mannen deel.

## Statistieken

### Uitslag
| Positie | Schaatser          | Paar | Baan | Tijd       |
| ------- | ------------------ | ---- | ---- | ---------- |
| Goud    | Kjeld Nuis         | 8    | O    | 1:08.24    |
| Zilver  | Kai Verbij         | 8    | I    | 1:08.57    |
| Brons   | Stefan Groothuis   | 10   | O    | 1:09.05    |
| 4       | Thomas Krol        | 9    | I    | 1:09.31    |
| 5       | Hein Otterspeer    | 7    | O    | 1:09.43    |
| 6       | Lennart Velema     | 10   | I    | 1:09.73    |
| 7       | Pim Schipper       | 9    | O    | 1:09.85    |
| 8       | Martijn van Oosten | 6    | O    | 1:10.07    |
| 9       | Lucas van Alphen   | 7    | I    | 1:10.31    |
| 10      | Sjoerd de Vries    | 5    | I    | 1:10.37    |
| 11      | Aron Romeijn       | 4    | I    | 1:10.55    |
| 12      | Peter Groen        | 5    | O    | 1:10.66 PB |
| 13      | Dai Dai Ntab       | 4    | O    | 1:10.81    |
| 14      | Wesly Dijs         | 1    | O    | 1:10.94 PB |
| 15      | Jesper Hospes      | 3    | O    | 1:11.14    |
| 16      | Gijs Esders        | 2    | O    | 1:11.36 PB |
| 17      | Arvin Wijsman      | 3    | I    | 1:11.78    |
| 18      | Thijs Roozen       | 2    | I    | 1:11.96    |
| 19      | Niek Deelstra      | 1    | I    | 1:12.02 PB |
| 20      | Joost Born         | 6    | I    | 1:12.05    |

Bron:
Referee: Jan Bolt. Starter: Raymond Micka 

Start: 17:13:00 Einde: 17:41:52

### Loting
| Rit | Binnenbaan       | Buitenbaan         |
| --- | ---------------- | ------------------ |
| 1   | Niek Deelstra    | Wesly Dijs         |
| 2   | Thijs Roozen     | Gijs Esders        |
| 3   | Arvin Wijsman    | Jesper Hospes      |
| 4   | Aron Romeijn     | Dai Dai Ntab       |
| 5   | Sjoerd de Vries  | Peter Groen        |
| 6   | Joost Born       | Martijn van Oosten |
| 7   | Lucas van Alphen | Hein Otterspeer    |
| 8   | Kai Verbij       | Kjeld Nuis         |
| 9   | Thomas Krol      | Pim Schipper       |
| 10  | Lennart Velema   | Stefan Groothuis   |

1987 · 
1988 · 
1989 · 
1990 · 
1991 · 
1992 · 
1993 · 
1994 · 
1995 · 
1996 · 
1997 · 
1998 · 
1999 · 
2000 · 
2001 · 
2002 · 
2003 · 
2004 · 
2005 · 
2006 · 
2007 · 
2008 · 
2009 · 
2010 · 
2011 · 
2012 · 
2013 · 
2014 · 
2015 · 
2016 · 
2017 · 
2018 · 
2019 · 
2020 · 
2021 · 
2022 · 
2023 · 
2024 · 
2025